# Blue Air
Blue Air è stata una compagnia aerea a basso costo rumena con sede a Bucarest e avente hub presso gli aeroporti di Bucarest, Torino e Cluj-Napoca. Il 6 settembre 2022 ha sospeso tutte le operazioni di volo a tempo indeterminato per motivi finanziari, mentre il successivo 21 marzo 2023 è stata dichiarata insolvente.

## Storia

### Dalla fondazione agli anni 2010
Fondata da Nelu Iordache, Blue Air ha iniziato a operare nel dicembre 2004. La compagnia aerea inizialmente operava voli nazionali e internazionali, anche se i servizi domestici furono presto interrotti a causa delle scarse vendite e della concorrenza di TAROM, oltre che della compagnia ferrovia rumena, Căile Ferate Române. Blue Air ha ripreso le operazioni nazionali nel 2015, iniziando con i voli da Bucarest-Iasi, seguiti da ulteriori rotte nel 2016.
Il 12 aprile 2013, la direzione di Blue Air ha annunciato che la compagnia aerea era in vendita. Il 17 maggio dello stesso anno, la società è stata acquistata da quattro azionisti rumeni e le operazioni di volo di BlueAir Transport Aerian SA sono state trasferite a Blue Air - Airline Management Solution SRL, una società che ha salvato l'attività con 30 milioni di euro.
Nel 2015, Blue Air ha registrato un utile netto di 6 milioni di euro, in contrasto con la perdita della società di 400.000 euro nel 2014. La compagnia aerea ha trasportato 1,5 milioni di passeggeri nel 2014, un aumento rispetto agli 1,35 milioni di passeggeri nel 2013. Blue Air è diventata membro a pieno titolo della International Air Transport Association (IATA) il 19 gennaio 2016, inoltre ha ricevuto la certificazione IATA Operational Safety Audit nel dicembre 2015, essendo un membro della IATA Clearing House.
Nel marzo 2017, Blue Air ha avviato una base nell'aeroporto John Lennon di Liverpool, operando verso 8 destinazioni in tutta Europa.
Da novembre 2017, con l'entrata in vigore della Continuità Territoriale in Sardegna, Blue Air collega l'aeroporto di Alghero con l'Aeroporto di Roma-Fiumicino, rotta operata in passato da Alitalia. La compagnia aerea, a seguito di una conferenza tenutasi all'aeroporto di Alghero all'inizio di novembre, ha annunciato che la Riviera del Corallo è diventata la sua quarta base operativa internazionale, dopo quelle di Torino, Liverpool e Larnaca.

### Sviluppi dal 2018
Nel gennaio 2018, Blue Air ha lanciato una nuova filiale nella Repubblica Ceca, nota come Blue Air Moravia. La compagnia aerea avrebbe dovuto iniziare le operazioni a marzo 2018, tuttavia, questo probabilmente non accadrà a causa di alcuni problemi tra la compagnia e le autorità ceche. Nel 2018 è stata modificata la forma giuridica della società, da società a responsabilità limitata a società per azioni; cambiando il proprio nome legale in Blue Air Aviation SA. Nello stesso anno, la Civil Aviation Group (una joint venture tra investitori moldavi e Blue Air) ha vinto il processo di privatizzazione della compagnia aerea di bandiera della Moldovia, Air Moldova, per la somma di 50 milioni di MDL (2,56 milioni di EUR) e ha rilevato i debiti del vettore aereo, per un valore di 1,2 miliardi di lei moldavi (61 milioni di euro).
Il 6 luglio 2020, Blue Air ha presentato istanza di protezione dal fallimento dopo un calo graduale delle entrate che è stato solo parzialmente compensato da un prestito di 65 milioni di euro ricevuto come aiuto di Stato dal governo rumeno.

### Sospensione delle operazioni
Il 6 settembre 2022 Blue Air è stata costretta a sospendere tutte le operazioni per almeno sei giorni, a seguito del sequestro dei conti della compagnia aerea da parte delle autorità rumene. Prima di questo evento c'erano già state discussioni tra la compagnia aerea e lo stato dopo che un alto funzionario aveva sconsigliato di acquistare i biglietti dalla compagnia aerea.
Il 7 settembre, le risorse della compagnia sono state rilasciate dal governo con il piano di Blue Air di riprendere le operazioni con soli cinque aeromobili nel prossimo futuro. Tuttavia, poco dopo Blue Air ha annunciato la sospensione di tutti i voli fino al 10 ottobre 2022, poiché la compagnia aerea non era in grado di permettersi carburante e altri servizi. Il 30 settembre, la compagnia ha ritirato dalla vendita tutti i biglietti. Poco dopo, tutti e cinque i Boeing 737 MAX 8 in ordine sono stati trasferiti alla LOT Polish Airlines dal locatore. A ottobre 2022, Blue Air non prevedeva di riprendere le operazioni prima della fine dell'anno.
Nel novembre 2022 è stato annunciato che Blue Air sarebbe stata nazionalizzata dallo stato rumeno che avrebbe rilevato il 75% delle azioni poiché la compagnia aerea non era in grado di rimborsare un prestito statale. Nel contempo, la licenza operativa della compagnia aerea venne sospesa, ma non revocata.
Nel dicembre 2022, Blue Air fu ufficialmente nazionalizzata, con lo stato rumeno che contemplava una vendita successiva della sua quota del 75% a un investitore statunitense.
Il 21 marzo 2023, il Tribunale di Bucarest accoglie la richiesta di bancarotta della compagnia, iniziando quindi l'iter di liquidazione.

## Struttura aziendale

### Risultati finanziari
|                               | 2005          | 2006          | 2007   | 2008   | 2009   | 2010   | 2011   | 2012   | 2013          | 2014                 | 2015                 | 2016          | 2017   | 2018   | 2019   |
| ----------------------------- | ------------- | ------------- | ------ | ------ | ------ | ------ | ------ | ------ | ------------- | -------------------- | -------------------- | ------------- | ------ | ------ | ------ |
| Fatturato (€m)                | 24            | 50            | 95     | 124    | 140    | 150    | 149    | 137    | 135           | 148                  | 199                  | 291           | 412    | 495    | 458    |
| Profitto netto (€m)           | -             | -             | -      | -      | -      | -      | -      | -      | -             | (0.3)                | 5.9                  | (26)          | (32)   | (31)   | 15     |
| Numero di passeggeri (m)      | -             | -             | -      | 1.1    | 1.72   | 1.5    | 1.5    | 1.5    | 1.37          | 1.6                  | 2.05                 | 3.6           | 5.1    | 5.2    | -      |
| Numero di aerei (a fine anno) | 3             | 4             | 5      | 6      | 10     | 8      | 8      | 8      | 8             | 11                   | 15                   | 24            | 29     | 25     | 23     |
| Numero di dipendenti          | -             | -             | -      | -      | -      | -      | -      | -      | 437           | 504                  | 585                  | 921           | 1,240  | 1,121  | 1,145  |
| Note                          | [ 24 ] [ 25 ] | [ 24 ] [ 25 ] | [ 24 ] | [ 24 ] | [ 24 ] | [ 24 ] | [ 24 ] | [ 24 ] | [ 24 ] [ 26 ] | [ 24 ] [ 27 ] [ 28 ] | [ 27 ] [ 28 ] [ 29 ] | [ 27 ] [ 28 ] | [ 28 ] | [ 28 ] | [ 28 ] |

### Basi ed espansioni
Blue Air ha utilizzato Bucarest come hub principale per la maggior parte della sua storia. Inizialmente, l'hub della compagnia aerea si trovava presso l'aeroporto Internazionale Aurel Vlaicu (Băneasa), fino a quando divenne sovraffollato e sempre più circondato dallo sviluppo urbano. Questo fatto ha portato alla chiusura dell'aeroporto per le compagnie aeree commerciali nel 2012 (l'aeroporto non è stato chiuso ufficialmente, ma le tasse operative per le compagnie aeree sono state improvvisamente aumentate fino a quando nessuna compagnia aerea poteva permettersele). Di conseguenza, tutte le compagnie aeree spostarono le loro operazioni al più grande aeroporto di Bucarest, l'aeroporto Internazionale Henri Coandă. L'azienda utilizzava questo aeroporto come hub principale.
La base all'aeroporto John Lennon di Liverpool è stata chiusa a febbraio 2019, così come la base all'aeroporto di Alghero-Fertilia che era stata inaugurata nel 2017 e poi chiusa nell'aprile 2019. La base dell'aeroporto internazionale Mihail Kogălniceanu, aperta nell'aprile 2017, è stata chiusa nel 2019. La base dell'aeroporto internazionale di Larnaca è stata chiusa nel settembre 2020, quella dell'aeroporto internazionale di Iași nel novembre 2020.
Al gennaio 2021, la compagnia aveva base nei seguenti aeroporti:
- Aeroporto di Bacău
- Aeroporto di Cluj-Avram Iancu
- Aeroporto di Torino-Caselle

## Destinazioni

### Accordi commerciali
Al 2022 Blue Air aveva accordi di code-share con le seguenti compagnie:
- Cyprus Airways[37]

## Flotta

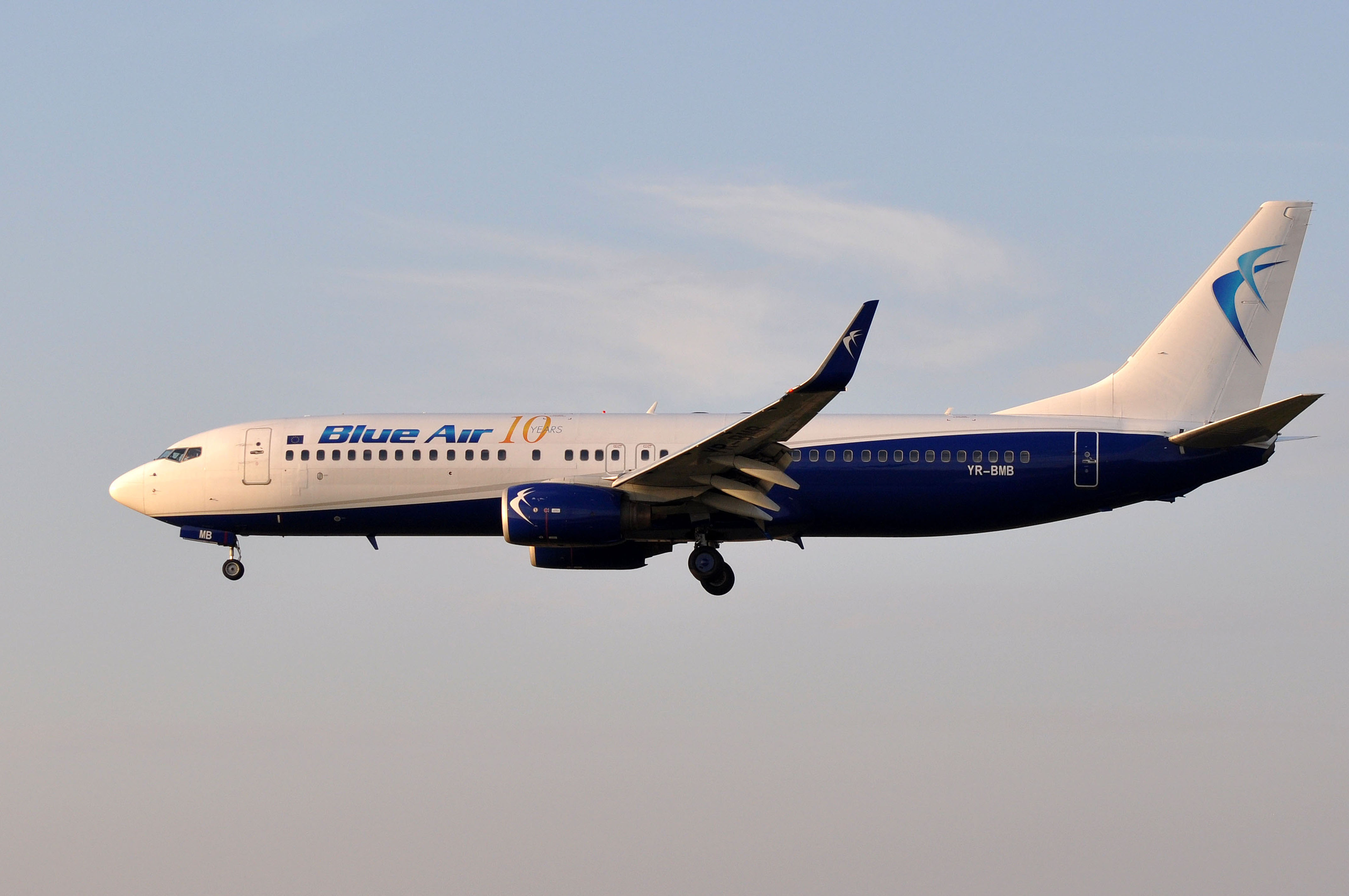
Un Boeing 737-800.

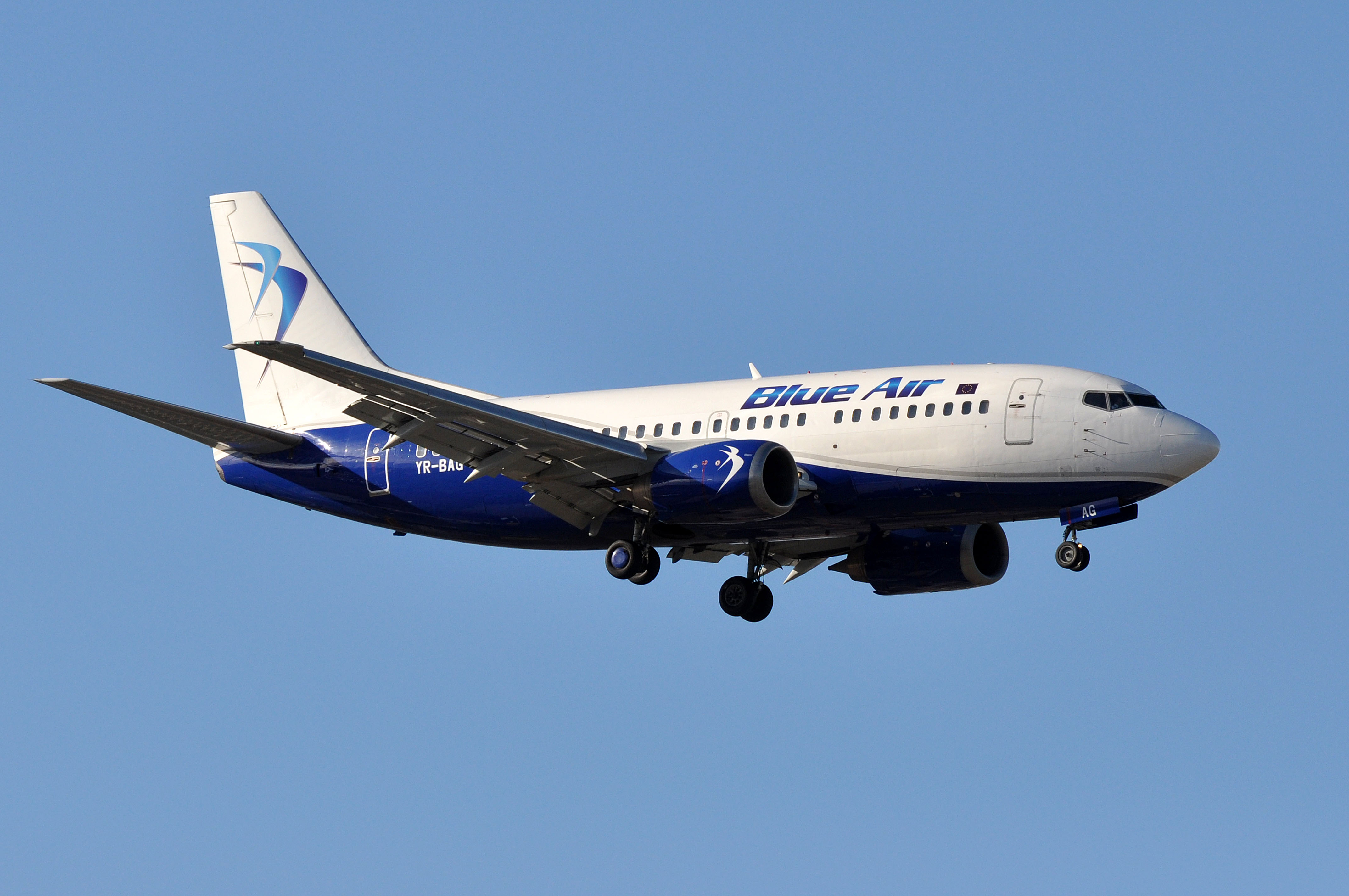
Un Boeing 737-500.

Durante la sua storia operativa, Blue Air ha operato con i seguenti aeromobili: